# 克勞福德縣 (阿肯色州)
克勞福德縣（英語：Crawford County）是美国阿肯色州西部的一個縣，西鄰奧克拉荷馬州，面積1,565平方公里。根據2020年美國人口普查，共有人口60,133人。縣治范布倫（Van Buren）。該縣成立於1820年10月18日，縣名紀念在詹姆斯·麦迪逊總統和安德鲁·杰克逊總統時期分別擔任美国战争部长和財政部長的威廉·哈里斯·克勞福德。
本縣為一禁酒的縣。